# تشارلز ليزلي باريت
تشارلز ليزلي باريت (بالإنجليزية: Charles Leslie Barrett)‏ هو عالم طيور أسترالي، ولد في 26 يونيو 1879، وتوفي في 16 يناير 1959.